# 千賀信親
千賀 信親（せんが のぶちか）は、戦国時代から江戸時代初期にかけての武将。尾張徳川家の重臣。子に千賀貞信。

## 略歴
織田家家老を務めた林秀貞の5男として誕生。千賀氏と尾張林氏は祖を伊予河野氏としていた縁もあり、養子となったと推測される。
佐治氏の重臣であったが、後に徳川氏へ鞍替えする。
慶長11年（1606年）、徳川家康の直轄領であった知多郡が松平忠吉に加増された（清洲藩、52万石）際、転封を良しとせず、忠吉に附属替えとなった。
慶長12年（1607年）に忠吉に嗣子が無いまま死去して天領となる。代わって甲斐甲府藩から同じく家康の九男で忠吉の弟である徳川義直が47万2344石で入封（尾張藩）すると、義直に仕える。
慶長19年（1614年）大阪冬の陣が起きると、大阪城南西の福島に鳥羽水軍の九鬼守隆、徳川水軍の向井忠勝・小浜光隆ら約1500漕と布陣し、信親は義直の船手衆を率いた。水軍全体の指揮は幕府船奉行・酒井忠勝が執った。
11月16日、その1500漕で伝法口を猛襲し、小勢の豊臣水軍を打ち破る活躍を見せた。
11月19日から11月26日にかけて、水軍を率いて何度か野田・福島地区西南端、新家の船倉で、豊臣方の大野治胤指揮の兵800・宮島兼与指揮の兵2,500と小競り合いを繰り広げた。
11月28日夜半、大雨の中豊臣方へ奇襲し、守備兵を天満方面へ退却させた（野田・福島の戦い）。
陣後の元和5年（1619年）5月16日に尾張藩は56万3206石に加増された。
千賀氏は尾張師崎1400石、船奉行、篠島・日間賀島代官を務めることになる。

## 参考資料
尾張藩『角川日本地名大辞典(旧地名編)』